# Advenimiento y triunfo de Cristo
Advenimiento y triunfo de Cristo es un óleo sobre tabla de Hans Memling, datable ca. 1480. También es denominado como Los siete gozos de la Virgen. Su estilo es característico de los primitivos flamencos.
Fue realizada por encargo de Pieter Bultync y su mujer, Katelyne van Ryebeke, para presidir el altar de la capilla del gremio de los Tanner o Saddler (tenería y talabartería), la más oriental de la iglesia de Nuestra Señora de Brujas, donde se conservó hasta 1780. Actualmente se encuentra en la Alte Pinakothek de Múnich.

## Descripción
La pintura, de compleja iconografía, cumple también complejas funciones devocionales y litúrgicas.
Muestra veinticinco episodios de los ciclos de la vida de la Virgen y de la vida de Jesús combinados en una composición narrativa en la que la escena central (una Adoración de los Magos) difumina su protagonismo al compartirlo con muchas otras. Entre las escenas representadas están la Anunciación a la Virgen, la Anunciación a los pastores, la Natividad, la Masacre de los Inocentes, la Pasión, la Resurrección, la Ascensión, Pentecostés, la Dormición de la Virgen y la Asunción. Un estilo narrativo similar fue utilizado por el mismo pintor en Escenas de la Pasión de Cristo (c. 1470), encargado por el italiano Tommaso Portinari (conservado actualmente en la Galleria Sabauda de Turín).
La composición de la escena central tiene un importante simbolismo litúrgico: María, al sostener al Niño (el pan eucarístico) en su manto, representa el Ara Dei (altar de Dios) o Ara Coeli (altar del Cielo), mientras que los Reyes Magos representan simbólicamente a la Iglesia Universal.
Las misas que se celebraban ante esta pieza de altar, en beneficio de los miembros del gremio y sus familiares, vivos y muertos, no tenían un público limitado; la abertura de la arquitectura gótica del templo permitía una visión clara de la capilla y su altar. La pintura quedaba totalmente visible desde el deambulatorio. El despliegue de detalles de guarnicionería en la escena de los Reyes Magos es una forma de resaltar la vinculación de cuadro y capilla con ese gremio, y actúa como una suerte de publicidad de los productos de sus oficios.
La devotio moderna de la época convidaba a una peregrinación mental, como un viaje imaginario desde un santuario local y familiar a un destino peligroso en Tierra Santa, siguiendo los pasos de Cristo, especialmente con tal de revivir la Pasión. Este concepto puede ayudar a explicar una obra como esta: se trata de mostrar el camino de Cristo y su madre a través de los lugares sagrados.

## Galería

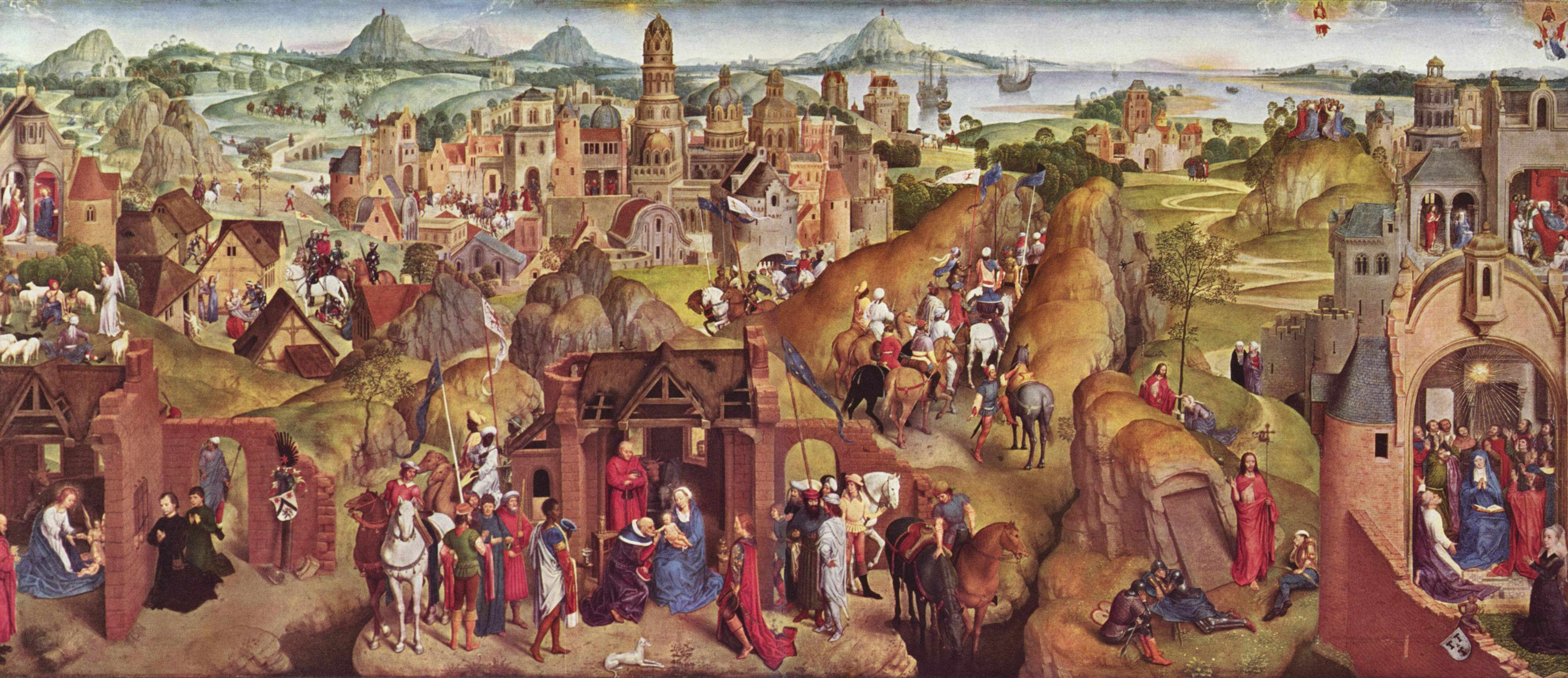